# Hogesnelheidslijn Paris-Montparnasse - Monts
De spoorlijn Paris-Montparnasse - Monts, deel van de LGV Atlantique is een Ligne à Grande Vitesse van Parijs naar Monts. De lijn is 231,0 km lang en heeft als lijnnummer 431 000.

## Geschiedenis
Bij de bouw van de lijn is tussen Paris-Montparnasse en Massy gebruik gemaakt van het baanlichaam van de nooit volledig voltooide spoorlijn Ouest-Ceinture - Chartres. De bouw startte 15 februari 1985. Het gedeelte tot Courtalain is geopend op 24 september 1989, tegelijk met de hogesnelheidslijn Courtalain - Connerré. Een jaar later, op 30 september 1990 werd ook het gedeelte tussen Courtalain en Monts in gebruik genomen. Bij de opening van de spoorlijn Sud Europe Atlantique (LGV) in 2017 werd het gedeelte tussen de aansluiting Saint-Avertin en Monts gesloten en vervolgens opgebroken. 

## Traject
Voor de bouw van deze lijn heeft men het tracé van de nooit voltooide spoorlijn Ouest-Ceinture - Chartres via Gallardon overgenomen voor het gedeelte tot Massy-Palaiseau. Hierdoor loopt deze LGV door tot bijna in het centrum van Parijs. Bij Massy-Palaiseau is er aansluiting met de zuidelijke ringlijn voor TGV's die Parijs niet als begin- of eindbestemming hebben. Nabij Massy bevindt zich station Massy TGV voor de Interconnection TGV's.
De LGV Atlantique was de eerste HSL-lijn waar veelvuldig tunnels gebruikt werden. Zodra de lijn open ging, kreeg men veel klachten van reizigers die last hadden van de luchtdrukgolven, veroorzaakt door het met hoge snelheid door tunnels rijden. Hierop zijn in Frankrijk en het buitenland de voorwaarden ingevoerd om luchtdrukdichte HST's te bouwen. Het bestaande materieel is tot het moment van schrijven niet aangepast aan de specifieke luchtdrukproblematiek langs deze lijn.
De lijn loopt voor een groot gedeelte parallel aan de regionale spoorlijn Brétigny - La Membrolle-sur-Choisille. Na de splitsing met de hogesnelheidslijn Courtalain - Connerré richting Le Mans ligt het station Vendôme - Villiers-sur-Loir TGV.

### Richting Bordeaux
Tussen 1989 en 2017 lag er in het verlengde van de LGV Atlantique de spoorlijn Paris-Montparnasse - Bordeaux-Saint-Jean, die voor een groot gedeelte van het traject een maximumsnelheid heeft van 220 km/uur. Hierdoor werden voor de lange trajecten zoals Parijs - Dax, ondanks het vrij korte LGV-traject, toch goede rijtijden gehaald. TGV's bereiken Toulouse via Bordeaux. Ondanks de omweg ten opzichte van de gewone hoofdlijn naar Toulouse aan lagere snelheid langs Limoges was dit sneller. Met 220 km/uur onder 1500 V gelijkspanning rijden heeft beperkingen. Om de bovenleiding te sparen mogen TGV's elkaar niet te snel opvolgen.

### Nieuwe lijn naar Bordeaux
De hogesnelheidslijn Sud Europe Atlantique (LN9) verlengt sinds 2017 de LGV Atlantique naar het zuiden. Het nieuwe deel is 302 kilometer lang en loopt van Tours via Poitiers en Angoulême naar Bordeaux. Tussen Angoulême en Bordeaux volgt de LGV een kortere route dan de reguliere spoorlijn via Libourne. Deze nieuwe lijn werd in dienst genomen op 2 juli 2017.

### Verbinding met Les Sables-d'Olonne
De regio Pays de la Loire wenste dat er rechtstreekse TGV-treinen vanuit Parijs doorreden tot de badplaats Les Sables-d'Olonne (over gewoon spoor). De spoorlijn Nantes-Les Sables-d'Olonne was toen niet geëlektrificeerd wat tot dan een overstap in Nantes noodzakelijk maakte. Pays de la Loire subsidieerde de TGV-verbinding met de kust door een aangepaste diesellocomotief te bekostigen. Vanwege de hoge kosten van deze verbinding reed vanaf 2004 de dienst weer met een aparte regionale trein. In 2008 begon de TGV over de ondertussen geëlektrificeerde lijn opnieuw tot Les Sables te rijden. Anno 2022 gaat dit over twee TGV-verbindingen per dag (in toeristische periodes drie).

## Prijszetting en kosten
Bij de indienststelling heeft men, in tegenstelling tot de LN1, wel een bescheiden tariefverhoging doorgevoerd voor trajecten op de LGV. Tevens was dit het laatste LGV-project dat nog geheel door de SNCF is gefinancierd.

## Stations
De lijn bedient de volgende stations:
- Station Paris Montparnasse
- Station Massy TGV
- Station Vendôme - Villiers-sur-Loir TGV

## Treindiensten
De SNCF verzorgt het personenvervoer op dit traject met TGV treinen.
| Serie      | Treinsoort | Route | Bijzonderheden                                                                             |
| ---------- | ---------- | --- | ------------------------------------------------------------------------------------------ |
| TGV 5200   | TGV (SNCF) | [ [ Nantes – ] / [ Rennes – ] Le Mans – ] / [ Bordeaux-Saint-Jean – Saint-Pierre-des-Corps – ] Massy TGV – Aéroport Charles-de-Gaulle 2 TGV – [ Lille-Europe ] / [ Lille-Flandres ] |                                                                                            |
| TGV 5300   | TGV (SNCF) | [ [ [ Nantes – Angers-Saint-Laud – [ Saumur – Saint-Pierre-des-Corps – ] / [ Le Mans – ] ] / [ Rennes – Le Mans – ] Massy TGV – ] ] / [ Le Havre – Rouen-Rive-Droite – Mantes-la-Jolie – Versailles-Chantiers – Massy-Palaiseau – ] Lyon-Part-Dieu – [ Lyon-Perrache ] / [ Valence-Rhône-Alpes-Sud TGV – [ Nîmes-Pont-du-Gard – Montpellier-Sud-de-France ] / [ Nîmes – Montpellier-Saint-Roch ] / [ Avignon TGV – Aix-en-Provence TGV – Marseille-Saint-Charles ] ] |                                                                                            |
| TGV 5450   | TGV (SNCF) | [ Rennes – ] / [ Nantes – Angers-Saint-Laud – ] Le Mans – Massy TGV – Marne-la-Vallée - Chessy – Aéroport Charles-de-Gaulle 2 TGV – Champagne-Ardenne TGV – Lorraine TGV – Strasbourg-Ville | Twee treinen per dag.                                                                      |
| Ouigo 7610 | TGV (SNCF) | Paris-Montparnasse – Le Mans – Laval – Rennes – [ Saint-Brieuc – Guingamp – Morlaix – Brest ] / [ Vannes – Auray – Lorient – Quimper ] |                                                                                            |
| Ouigo 7620 | TGV (SNCF) | Paris-Montparnasse – Le Mans – Angers-Saint-Laud – Nantes |                                                                                            |
| Ouigo 7640 | TGV (SNCF) | Paris-Montparnasse – Poitiers – Niort – Surgères – La Rochelle |                                                                                            |
| Ouigo 7650 | TGV (SNCF) | Paris-Montparnasse – [ Saint-Pierre-des-Corps – ] / [ Poitiers – Angoulême – ] Bordeaux-Saint-Jean |                                                                                            |
| Ouigo 7660 | TGV (SNCF) | Tourcoing – Aéroport Charles-de-Gaulle 2 TGV – Marne-la-Vallée - Chessy – Massy TGV – Saint-Pierre-des-Corps – Poitiers – Angoulême – Bordeaux-Saint-Jean |                                                                                            |
| Ouigo 7670 | TGV (SNCF) | Paris-Montparnasse – Massy TGV – Angoulême – Bordeaux-Saint-Jean – Agen – Montauban-Ville-Bourbon – Toulouse-Matabiau |                                                                                            |
| TGV 8050   | TGV (SNCF) | Paris-Montparnasse – Le Mans – Laval – Rennes – Saint-Malo |                                                                                            |
| TGV 8400   | TGV (SNCF) | Paris-Montparnasse – Massy TGV – Bordeaux-Saint-Jean |                                                                                            |
| TGV 8500   | TGV (SNCF) | Paris-Montparnasse – Bordeaux-Saint-Jean – Agen – Montauban-Ville-Bourbon – Toulouse-Matabiau |                                                                                            |
| TGV 8530   | TGV (SNCF) | Paris-Montparnasse – Bordeaux-Saint-Jean – Dax – Bayonne – Biarritz – Saint-Jean-de-Luz - Ciboure – Hendaye |                                                                                            |
| TGV 8560   | TGV (SNCF) | Paris-Montparnasse – Bordeaux-Saint-Jean – Dax – Orthez – Pau – Lourdes – Tarbes |                                                                                            |
| TGV 8600   | TGV (SNCF) | Paris-Montparnasse – Massy TGV – Le Mans – Laval – Rennes – Saint-Brieuc – [ Brest ] / [ Lannion ] |                                                                                            |
| TGV 8700   | TGV (SNCF) | Paris-Montparnasse – Laval – Rennes – Vannes – Lorient – Quimper |                                                                                            |
| TGV 8800   | TGV (SNCF) | Paris-Montparnasse – Massy TGV – Le Mans – Angers-Saint-Laud – Nantes |                                                                                            |
| TGV 8900   | TGV (SNCF) | Paris-Montparnasse – Le Mans – Angers-Saint-Laud – Nantes – [ Saint-Nazaire – Le Croisic ] / [ La Roche-sur-Yon – Les Sables-d'Olonne ] |                                                                                            |
| TGV 9800   | TGV (SNCF) | [ Luxemburg – Thionville – Metz-Ville – Strasbourg-Ville – Mulhouse-Ville – Belfort-Montbéliard TGV – Besançon Franche-Comté TGV – Dijon-Ville – Mâcon-Ville – ] / [ Brussel-Zuid – Lille-Europe – Arras – TGV Haute-Picardie – Aéroport Charles-de-Gaulle 2 TGV – [ Champagne-Ardenne TGV – Meuse TGV – Lorraine TGV – Strasbourg-Ville ] / [ Marne-la-Vallée - Chessy – [ Massy TGV – Le Mans – [ Laval – Rennes ] / [ Angers-Saint-Laud – Nantes ] ] / [ Creusot TGV – ] Lyon-Part-Dieu – [ Avignon TGV – Marseille Saint-Charles ] / [ Montpellier-Saint-Roch – Perpignan ] ] | Dagelijkse verbinding met Montpellier en Marseille. Perpignan - Brussel tweemaal per week. |

## Aansluitingen
In de volgende plaatsen is er een aansluiting op de volgende spoorlijnen:
Paris-Montparnasse
RFN 420 000, spoorlijn tussen Paris-Montparnasse en Brest
Massy TGV
RFN 431 300, raccordement van Massy
Auneau
RFN 431 302, raccordement van Auneau
Courtalain
RFN 429 000, spoorlijn tussen Courtalain en Connerré
RFN 431 305, raccordement van Courtalain
Droué
RFN 431 307, raccordement van Droué
Saint-Amand-Longpré
RFN 431 310, raccordement van Saint-Amand-Longpré
Montlouis
RFN 431 315, raccordement van Saint-Pierre-des-Corps
RFN 431 320, raccordement van Montlouis
RFN 431 325, raccordement van La Ville-aux-Dames
aansluiting Saint-Avertin
RFN 566 000, spoorlijn Sud Europe Atlantique
Monts
RFN 570 000, spoorlijn tussen Paris-Austerlitz en Bordeaux-Saint-Jean

## Elektrische tractie
De lijn werd bij aanleg in 1989 en 1990 geëlektrificeerd met een spanning van 25.000 volt 50 Hz.

## Galerij

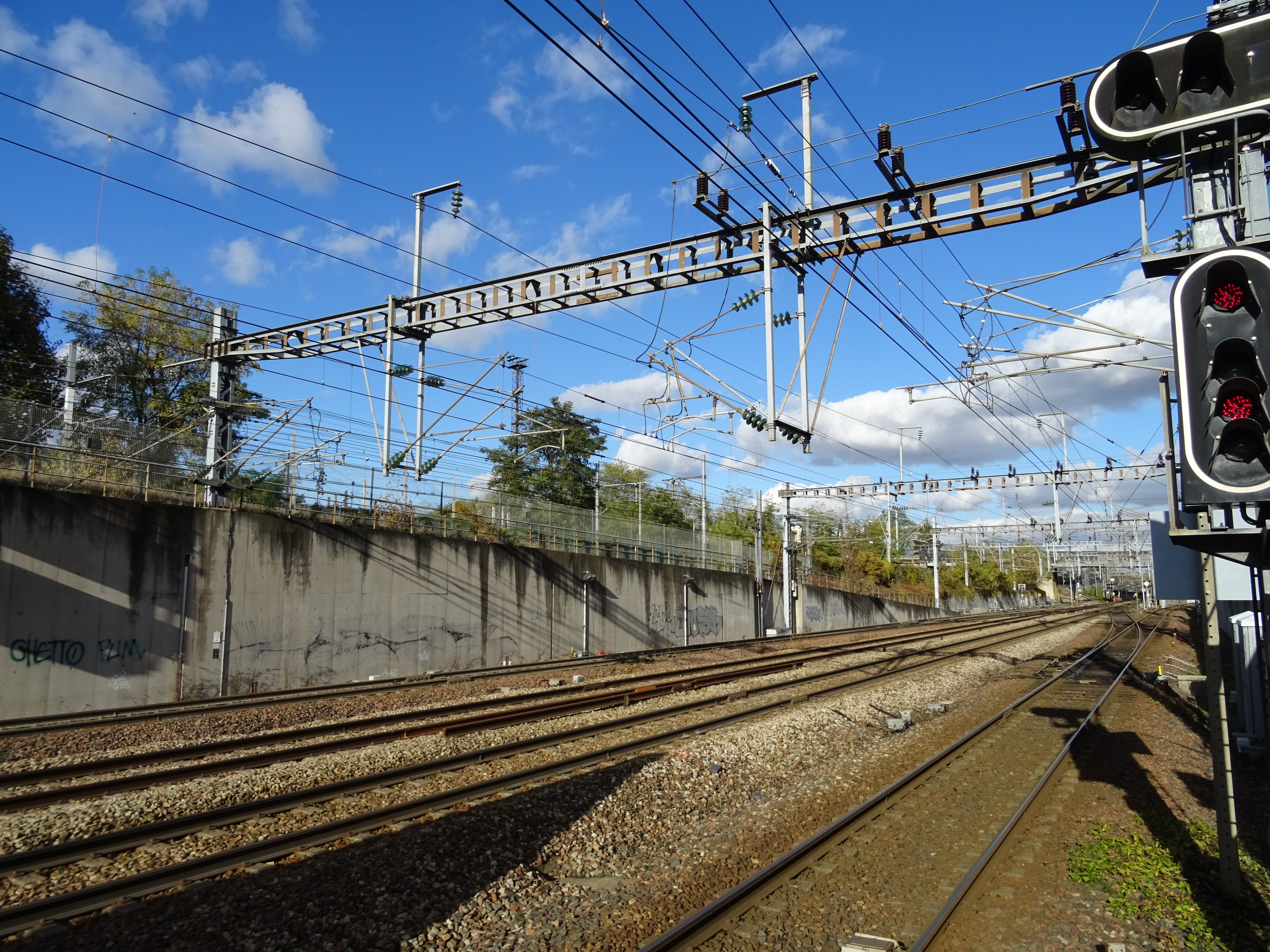
De hogesnelheidslijn bij station Massy TGV
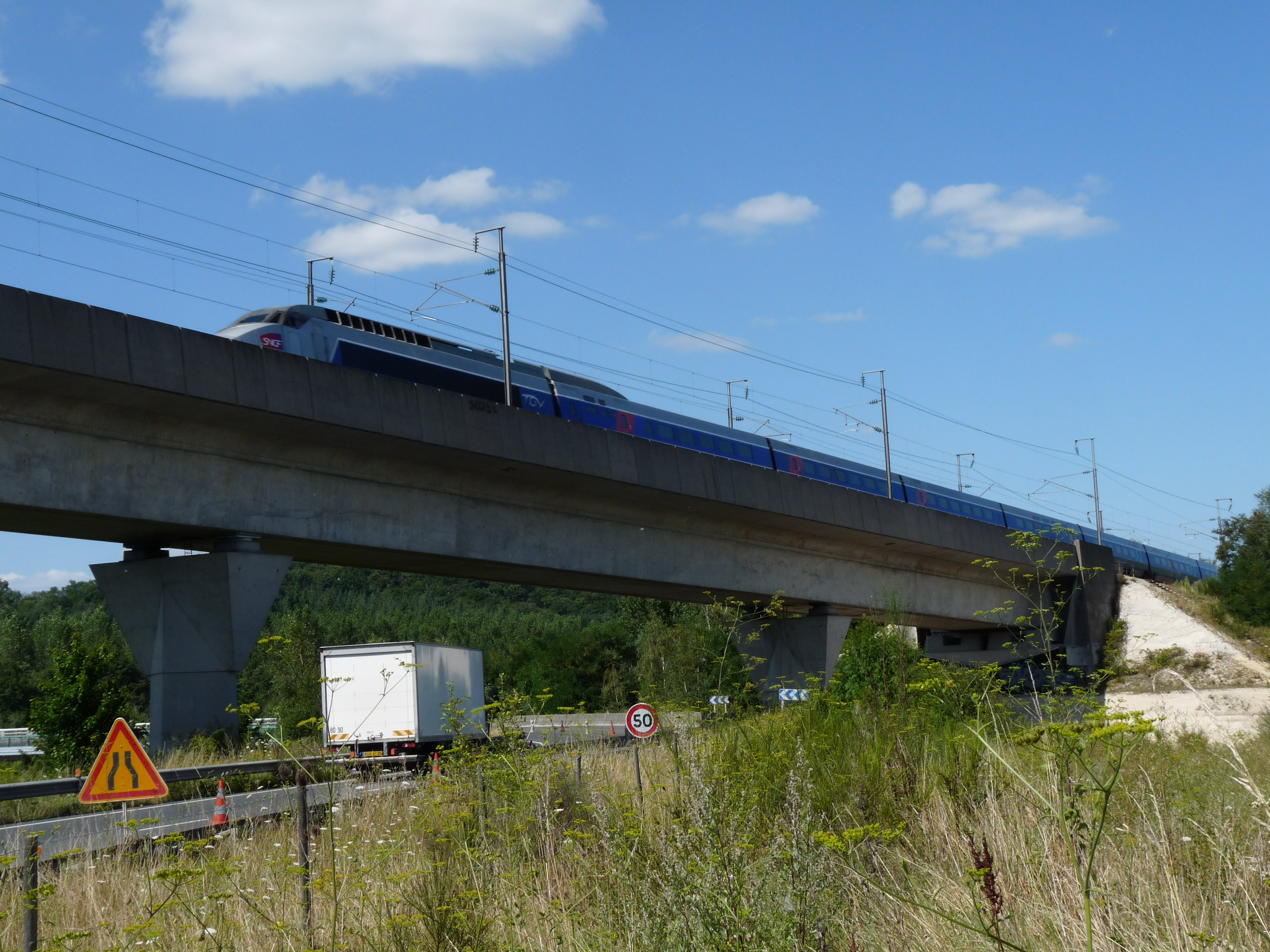
Spoorviaduct over de Francilienne
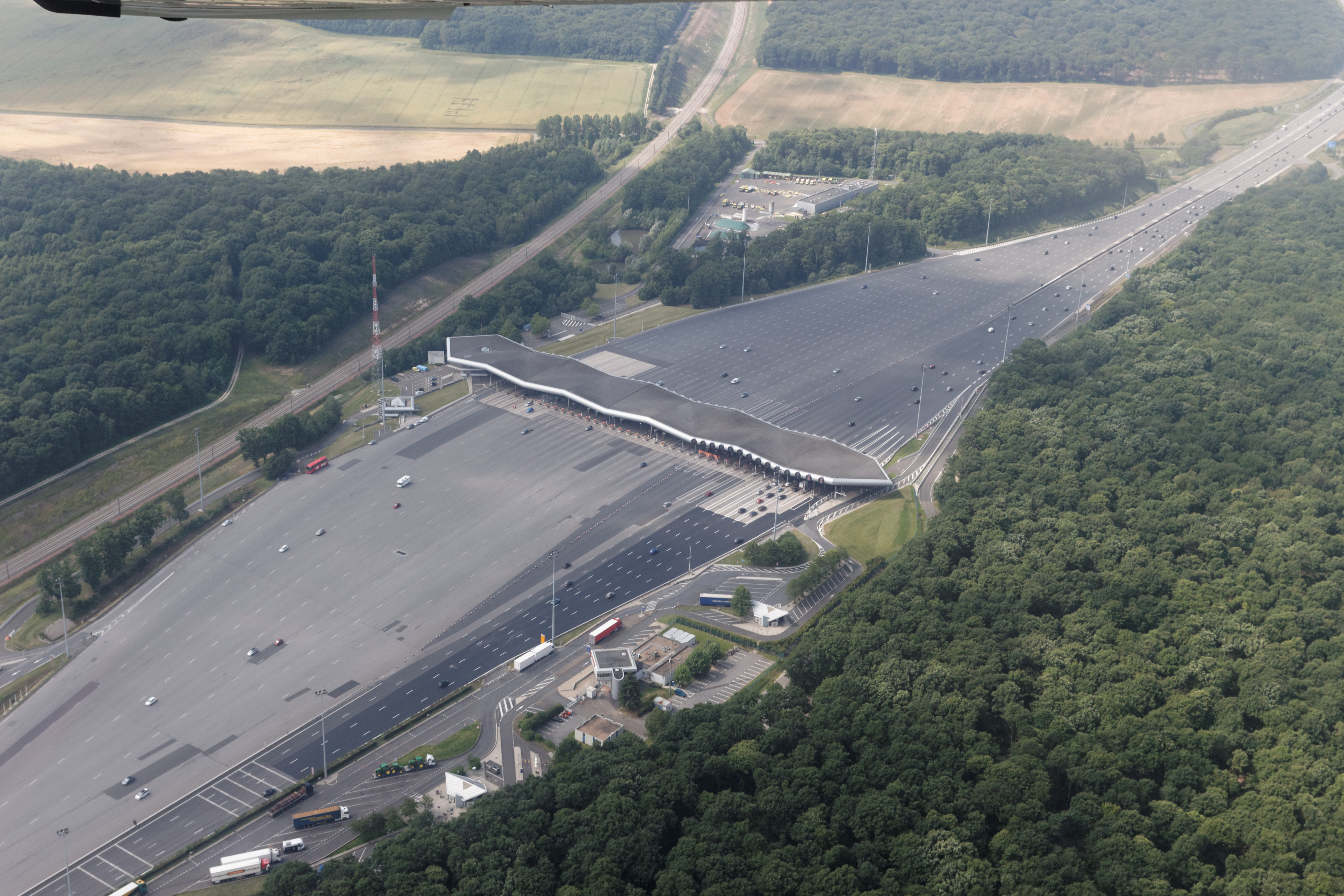
De hogesnelheidslijn bij het tolplein van Saint-Arnoult
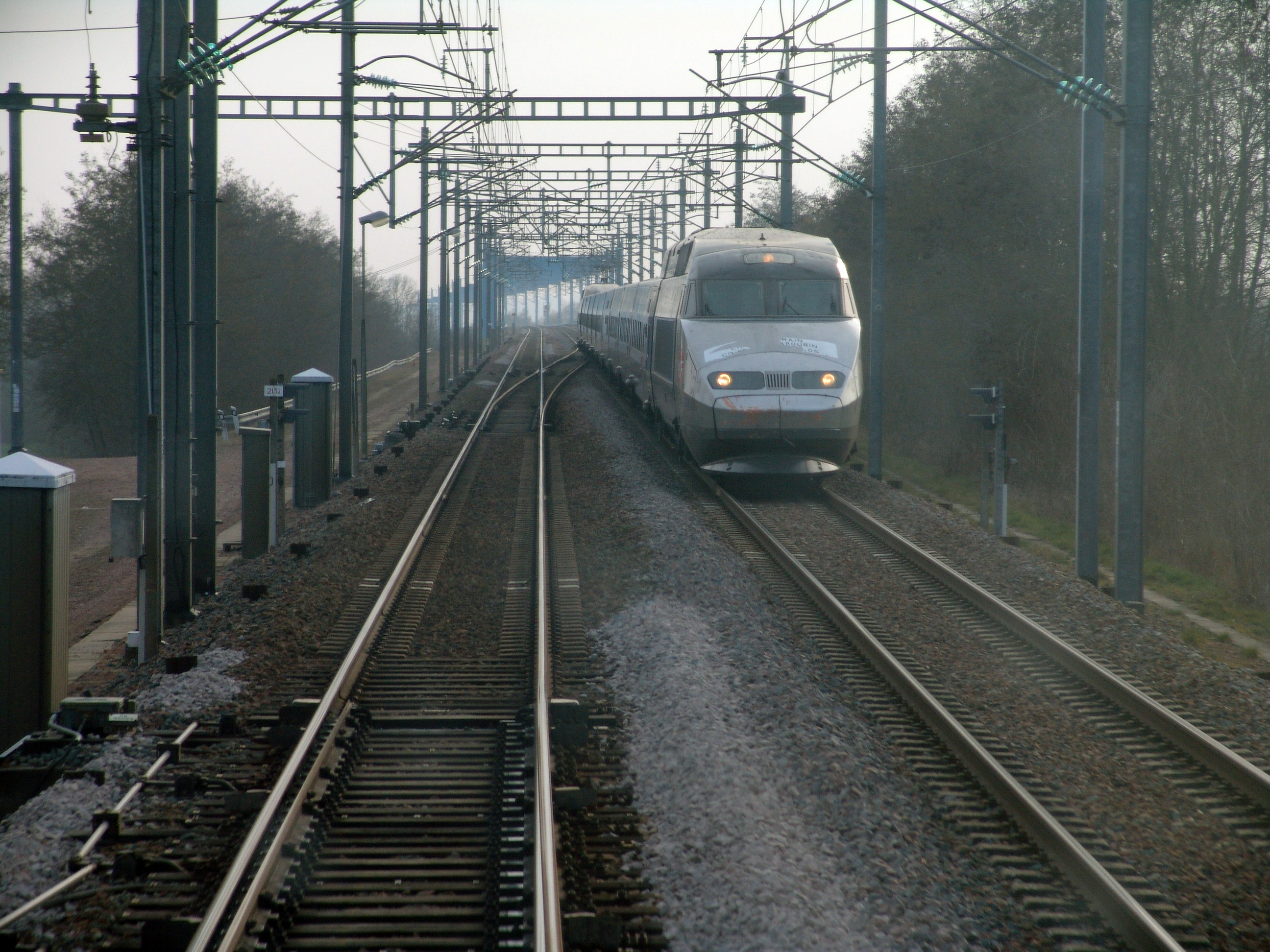
Op het viaduct over de Loire
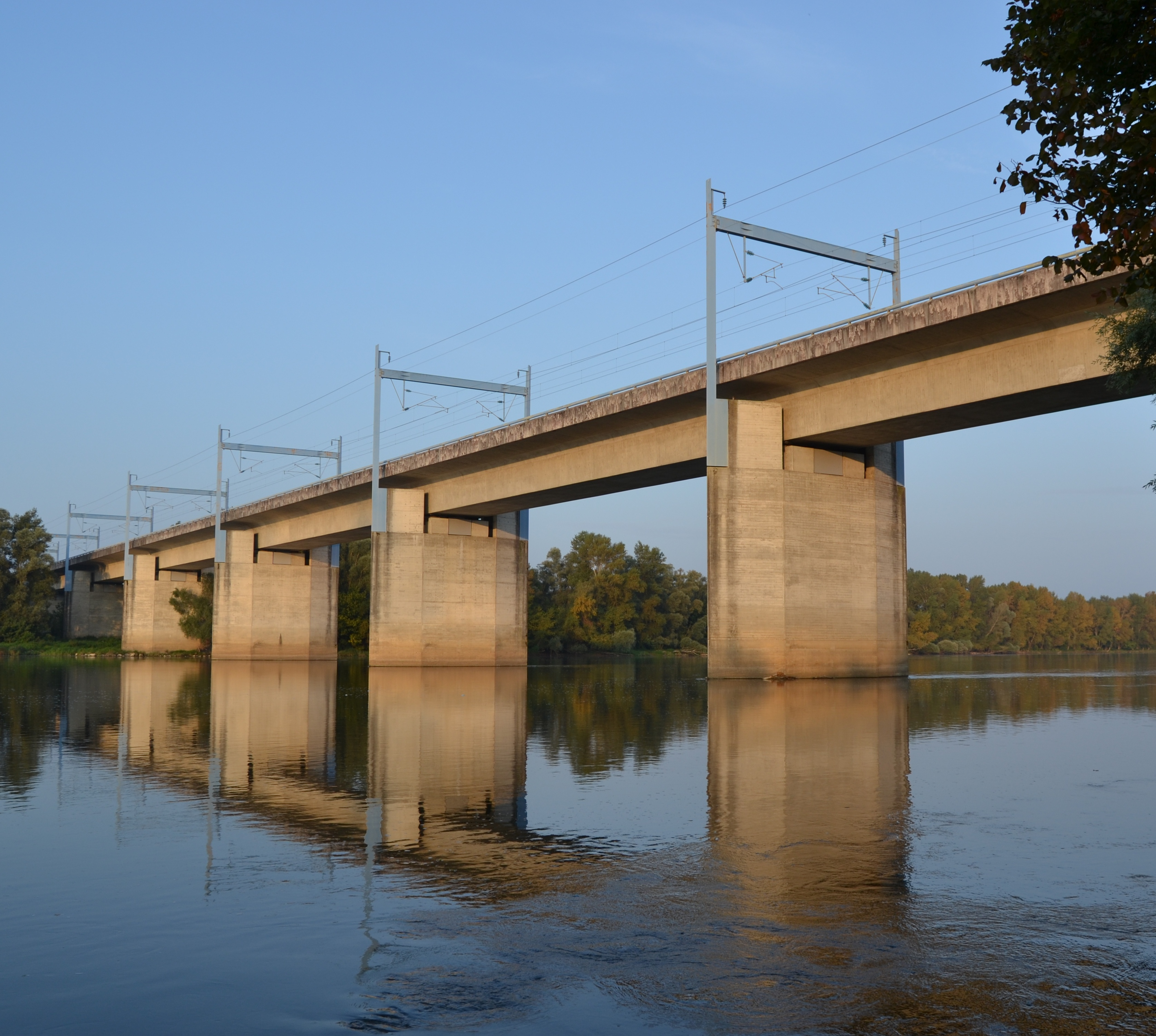
Viaduct over de Loire